# Efeler ligi
Efeler Ligi är den högsta serien i volleyboll för herrar i Turkiet och den som utser de turkiska mästarna. Tävlingen har hållits årligen sedan 1970 (dock avbröts tävlingen 2019/2020 p.g.a. Covid-19-pandemin). Serien organiseras av Türkiye Voleybol Federasyonu.

## Resultat per år
| Mellan 1970 och 2016 kallades tävlingen Voleybol 1. Ligi |                   |                          |                     |
| 1970-71 mer information                                  | Galatasaray SK    | Göztepe SK               | İETT SK             |
| 1971-72 mer information                                  | İETT SK           | TED Ankara Kolejliler SK | Galatasaray SK      |
| 1972-73 mer information                                  | İETT SK           | TED Ankara Kolejliler SK | Eczacıbaşı SK       |
| 1973-74 mer information                                  | İETT SK           | Eczacıbaşı SK            | Muhafızgücü SK      |
| 1974-75 mer information                                  | Muhafızgücü SK    | SGK VİK                  | Büyükdere SK        |
| 1975-76 mer information                                  | Eczacıbaşı SK     | Büyükdere SK             | Muhafızgücü SK      |
| 1976-77 mer information                                  | Büyükdere SK      | Eczacıbaşı SK            | Vinylex             |
| 1977-78 mer information                                  | Eczacıbaşı SK     | Muhafızgücü SK           | Vinylex             |
| 1978-79 mer information                                  | Eczacıbaşı SK     | Vinylex                  | Büyükdere SK        |
| 1979-80 mer information                                  | Eczacıbaşı SK     | Büyükdere SK             | Vinylex             |
| 1980-81 mer information                                  | Eczacıbaşı SK     | Sakarya Karadeni SK      | Galatasaray Taç SK  |
| 1981-82 mer information                                  | Eczacıbaşı SK     | Güney Sanayi SK          | Sakarya Karadeni SK |
| 1982-83 mer information                                  | Eczacıbaşı SK     | Sakarya Karadeni SK      | Güney Sanayi SK     |
| 1983-84 mer information                                  | Eczacıbaşı SK     | Güney Sanayi SK          | Galatasaray SK      |
| 1984-85 mer information                                  | Eczacıbaşı SK     | Sönmez Filament SK       | Mako SK             |
| 1985-86 mer information                                  | Eczacıbaşı SK     | Sönmez Filament SK       | Galatasaray SK      |
| 1986-87 mer information                                  | Galatasaray SK    | Eczacıbaşı SK            | Sönmez Filament SK  |
| 1987-88 mer information                                  | Galatasaray SK    | Sönmez Filament SK       | Emlakbank           |
| 1988-89 mer information                                  | Galatasaray SK    | Sönmez Filament SK       | Eczacıbaşı SK       |
| 1989-90 mer information                                  | Eczacıbaşı SK     | Arçelik                  | Ziraat Bankası SK   |
| 1990-91 mer information                                  | Eczacıbaşı SK     | Galatasaray SK           | Sönmez Filament SK  |
| 1991-92 mer information                                  | Halkbank SK       | Emlakbank                | Eczacıbaşı SK       |
| 1992-93 mer information                                  | Halkbank SK       | Galatasaray SK           | Eczacıbaşı SK       |
| 1993-94 mer information                                  | Halkbank SK       | Eczacıbaşı SK            | Galatasaray SK      |
| 1994-95 mer information                                  | Halkbank SK       | Arçelik                  | Eczacıbaşı SK       |
| 1995-96 mer information                                  | Halkbank SK       | Ziraat Bankası SK        | Netaş               |
| 1996-97 mer information                                  | Netaş             | Halkbank SK              | Emlakbank           |
| 1997-98 mer information                                  | Netaş             | Emlakbank                | -                   |
| 1998-99 mer information                                  | Netaş             | Arçelik                  | -                   |
| 1999-00 mer information                                  | Arçelik           | Erdemir SK               | -                   |
| 2000-01 mer information                                  | Arçelik           | Erdemir SK               | -                   |
| 2001-02 mer information                                  | Erdemir SK        | SGK VİK                  | -                   |
| 2002-03 mer information                                  | Arçelik           | Erdemir SK               | SGK VİK             |
| 2003-04 mer information                                  | Erdemir SK        | Fenerbahçe SK            | Ziraat Bankası SK   |
| 2004-05 mer information                                  | Erdemir SK        | Halkbank SK              | Arkas SK            |
| 2005-06 mer information                                  | Arkas SK          | Fenerbahçe SK            | Halkbank SK         |
| 2006-07 mer information                                  | Arkas SK          | Istanbul BBSK            | Fenerbahçe SK       |
| 2007-08 mer information                                  | Fenerbahçe SK     | Halkbank SK              | -                   |
| 2008-09 mer information                                  | Istanbul BBSK     | Fenerbahçe SK            | -                   |
| 2009-10 mer information                                  | Fenerbahçe SK     | Ziraat Bankası SK        | -                   |
| 2010-11 mer information                                  | Fenerbahçe SK     | Arkas SK                 | -                   |
| 2011-12 mer information                                  | Fenerbahçe SK     | Arkas SK                 | -                   |
| 2012-13 mer information                                  | Arkas SK          | Halkbank SK              | -                   |
| 2013-14 mer information                                  | Halkbank SK       | Fenerbahçe SK            | -                   |
| 2014-15 mer information                                  | Arkas SK          | Halkbank SK              | Ziraat Bankası SK   |
| 2015-16 mer information                                  | Halkbank SK       | Istanbul BBSK            | Arkas SK            |
| Sedan 2016 kallas tävlingen Efeler Ligi                  |                   |                          |                     |
| 2016-17 mer information                                  | Halkbank SK       | Arkas SK                 | Fenerbahçe SK       |
| 2017-18 mer information                                  | Halkbank SK       | Arkas SK                 | Istanbul BBSK       |
| 2018-19 mer information                                  | Fenerbahçe SK     | Arkas SK                 | Galatasaray SK      |
| 2019-20 mer information                                  | Ej utdelade       | Ej utdelade              | Ej utdelade         |
| 2020-21 mer information                                  | Ziraat Bankası SK | Fenerbahçe SK            | Galatasaray SK      |
| 2021-22 mer information                                  | Ziraat Bankası SK | Halkbank SK              | Fenerbahçe SK       |
| 2022-23 mer information                                  | Ziraat Bankası SK | Halkbank SK              | Fenerbahçe SK       |

## Resultat per klubb
| Lag               | Antal titlar | Stagione                                                                                                   |
| ----------------- | ------------ | --- |
| Eczacıbaşı SK     | 12           | 1975-76, 1977-78, 1978-79, 1979-80, 1980-81, 1981-82, 1982-83, 1983-84, 1984-85, 1985-86, 1989-90, 1990-91 |
| Halkbank SK       | 9            | 1991-92, 1992-93, 1993-94, 1994-95, 1995-96, 2013-14, 2015-16, 2016-17, 2017-18                            |
| Fenerbahçe SK     | 5            | 2007-08, 2009-10, 2010-11, 2011-12, 2018-19                                                                |
| Galatasaray SK    | 4            | 1970-71, 1986-87, 1987-88, 1988-89                                                                         |
| Arkas SK          | 4            | 2005-06, 2006-07, 2012-13, 2014-15                                                                         |
| İETT SK           | 3            | 1971-72, 1972-73, 1973-74                                                                                  |
| Netaş             | 3            | 1996-97, 1997-98, 1998-99                                                                                  |
| Arçelik           | 3            | 1999-00, 2000-01, 2002-03                                                                                  |
| Erdemir SK        | 3            | 2001-02, 2003-04, 2004-05                                                                                  |
| Ziraat Bankası SK | 3            | 2020–21, 2021-22, 2022-23                                                                                  |
| Muhafızgücü SK    | 1            | 1974-75 |
| Büyükdere SK      | 1            | 1976-77 |
| Istanbul BBSK     | 1            | 2008-09 |